# Championnats de Tunisie de natation 2013
Navigation
2012 2014
Les championnats de Tunisie de natation 2013 en grand bassin se déroulent du 27 au 31 août 2013 à la piscine olympique de Radès.
C’est le Club africain qui remporte le championnat au nombre de points obtenus, ayant placé de nombreux nageurs en finales. L’Espérance sportive de Tunis remporte le plus grand nombre de titres (quinze), grâce notamment à Maroua Mathlouthi (six titres) et à Ahmed Mathlouthi (cinq titres individuels et un par équipe). Pour sa part, l’Olympica brille aux compétitions féminines avec huit titres dont six pour la néo-Algérienne Nesrine Khelifati qui s’entraîne à l’Amiens Métropole Natation ; à noter les résultats prometteurs de Farah Ben Khelil et Nesrine Masmoudi (quinze ans), ainsi qu'Assma Ben Boukhatem (seize ans) et fille de l'ancienne championne Senda Gharbi.

## Résultats

### Podium hommes
| Discipline           | Or                                            | Temps          | Argent                                     | Temps          | Bronze                                          | Temps          |
| Nage libre           |                                               |                |                                            |                |                                                 |                |
| 50 m                 | Bilel Attigue Club de natation de Monastir    | 23 s 77        | Taki Mrabet Club africain                  | 23 s 86        | Fédi Hannachi Espérance sportive de Tunis       | 24 s 23        |
| 100 m                | Ahmed Mathlouthi Espérance sportive de Tunis  | 51 s 66        | Taki Mrabet Club africain                  | 52 s 10        | Bilel Attigue Club de natation de Monastir      | 52 s 71        |
| 200 m                | Ahmed Mathlouthi Espérance sportive de Tunis  | 1 min 54 s 81  | Abdelaziz Bayar Club africain              | 1 min 55 s 85  | Walid Naouar Olympica                           | 1 min 56 s 62  |
| 400 m                | Ahmed Mathlouthi Espérance sportive de Tunis  | 4 min 5 s 74   | Farouk Zaoui Club de natation de Ben Arous | 4 min 7 s 8    | Haythem Abdelkhalek Espérance sportive de Tunis | 4 min 7 s 98   |
| 1 500 m              | Bader Chebchoub Club de natation de Ben Arous | 16 min 26 s 13 | Haykel Abid Espérance sportive de Tunis    | 16 min 34 s 62 | Haythem Abdelkhalek Espérance sportive de Tunis | 16 min 46 s 44 |
| Dos                  |                                               |                |                                            |                |                                                 |                |
| 50 m                 | Taki Mrabet Club africain                     | 27 s 44        | Abdelaziz Bayar Club africain              | 28 s 87        | Walid Naouar Olympica                           | 28 s 91        |
| 100 m                | Abdelaziz Bayar Club africain                 | 59 s 61        | Mohamed Mehdi Ajili Club africain          | 1 min 2 s 47   | Mohamed El Kamel Club de natation de Ben Arous  | 1 min 2 s 85   |
| 200 m                | Abdelaziz Bayar Club africain                 | 2 min 5 s 64   | Mohamed Mehdi Ajili Club africain          | 2 min 14 s 73  | Mohamed El Kamel Club de natation de Ben Arous  | 2 min 16 s 37  |
| Brasse               |                                               |                |                                            |                |                                                 |                |
| 50 m                 | Wassim Elloumi Espérance sportive de Tunis    | 28 s 95        | Talel Mrabet Club africain                 | 29 s 28        | Mohamed Ali Fekiri (licence fédérale)           | 30 s 51        |
| 100 m                | Wassim Elloumi Espérance sportive de Tunis    | 1 min 4 s 28   | Talel Mrabet Club africain                 | 1 min 5 s 48   | Adem Bouchareb Club de natation de Monastir     | 1 min 9 s 52   |
| 200 m                | Wassim Elloumi Espérance sportive de Tunis    | 2 min 20 s 6   | Talel Mrabet Club africain                 | 2 min 20 s 85  | Mohamed Ali Fekiri (licence fédérale)           | 2 min 29 s 69  |
| Papillon             |                                               |                |                                            |                |                                                 |                |
| 50 m                 | Taki Mrabet Club africain                     | 25 s 67        | Bilel Attigue Club de natation de Monastir | 25 s 81        | Firas Ben Mahmoud Avenir sportif de La Marsa    | 25 s 96        |
| 100 m                | Taki Mrabet Club africain                     | 57 s 26        | Bilel Attigue Club de natation de Monastir | 57 s 81        | Walid Naouar Olympica                           | 57 s 89        |
| 200 m                | Bilel Attigue Club de natation de Monastir    | 2 min 6 s 55   | Youssef Ezzina Tunis Air Club              | 2 min 11 s 60  | Omar Moussa Olympica                            | 2 min 11 s 80  |
| 4 nages              |                                               |                |                                            |                |                                                 |                |
| 200 m                | Ahmed Mathlouthi Espérance sportive de Tunis  | 2 min 5 s 92   | Taki Mrabet Club africain                  | 2 min 6 s 47   | Abdelaziz Bayar Club africain                   | 2 min 10 s 43  |
| 400 m                | Ahmed Mathlouthi Espérance sportive de Tunis  | 4 min 37 s 24  | Farouk Zaoui Club de natation de Ben Arous | 4 min 37 s 83  | Abdelaziz Bayar Club africain                   | 4 min 39 s 70  |
| Relais               |                                               |                |                                            |                |                                                 |                |
| 4 x 100 m nage libre | Club africain                                 | 3 min 34 s 69  | Espérance sportive de Tunis                | 3 min 35 s 36  | Club de natation de Monastir                    | 3 min 42 s 48  |
| 4 x 200 m nage libre | Espérance sportive de Tunis                   | 7 min 48 s 44  | Club africain                              | 7 min 51 s 40  | Club de natation de Ben Arous                   | 8 min 8 s 27   |
| 4 x 100 m 4 nages    | Club africain                                 | 3 min 54 s 88  | Espérance sportive de Tunis                | 3 min 55 s 19  | Olympica                                        | 4 min 8 s 50   |

### Podium femmes
| Discipline           | Or                                            | Temps         | Argent                                        | Temps         | Bronze                                        | Temps         |
| Nage libre           |                                               |               |                                               |               |                                               |               |
| 50 m                 | Maroua Mathlouthi Espérance sportive de Tunis | 27 s 86       | Asma Sammoud Club africain                    | 27 s 91       | Salima Lakhdar Club africain                  | 28 s 42       |
| 100 m                | Maroua Mathlouthi Espérance sportive de Tunis | 59 s 91       | Asma Ben Boukhatem Club africain              | 1 min 1 s 52  | Najla Mansour Club de natation de Ben Arous   | 1 min 2 s 3   |
| 200 m                | Maroua Mathlouthi Espérance sportive de Tunis | 2 min 7 s 37  | Asma Ben Boukhatem Club africain              | 2 min 12 s 83 | Salima Lakhdar Club africain                  | 2 min 15 s 28 |
| 400 m                | Maroua Mathlouthi Espérance sportive de Tunis | 4 min 29 s 28 | Asma Ben Boukhatem Club africain              | 4 min 34 s 52 | Yousr Smaâli Club africain                    | 4 min 42 s 58 |
| 800 m                | Maroua Mathlouthi Espérance sportive de Tunis | 9 min 24 s 61 | Asma Ben Boukhatem Club africain              | 9 min 34 s 8  | Nesrine Masmoudi Club africain                | 9 min 38 s 21 |
| Dos                  |                                               |               |                                               |               |                                               |               |
| 50 m                 | Asma Sammoud Club africain                    | 31 s          | Farah Ben Khelil Olympica                     | 31 s 17       | Emna Châambi Club de natation de Ben Arous    | 32 s 3        |
| 100 m                | Farah Ben Khelil Olympica                     | 1 min 7 s 47  | Asma Sammoud Club africain                    | 1 min 8 s 33  | Emna Châambi Club de natation de Ben Arous    | 1 min 9 s 84  |
| 200 m                | Asma Sammoud Club africain                    | 2 min 27 s 4  | Farah Ben Khelil Olympica                     | 2 min 29 s 46 | Emna Châambi Club de natation de Ben Arous    | 2 min 31 s 65 |
| Brasse               |                                               |               |                                               |               |                                               |               |
| 50 m                 | Nesrine Khelifati Olympica                    | 34 s 45       | Farah Ben Khelil Olympica                     | 35 s 13       | Khaoula Saâdani Olympica                      | 36 s 9        |
| 100 m                | Farah Ben Khelil Olympica                     | 1 min 15 s 72 | Nesrine Khelifati Olympica                    | 1 min 16 s 45 | Khaoula Saâdani Olympica                      | 1 min 17 s 64 |
| 200 m                | Nesrine Masmoudi Club africain                | 2 min 50 s 47 | Khaoula Saâdani Olympica                      | 2 min 51 s 45 | Fatma Zaddem Espérance sportive de Tunis      | 2 min 55 s 6  |
| Papillon             |                                               |               |                                               |               |                                               |               |
| 50 m                 | Nesrine Khelifati Olympica                    | 29 s 66       | Asma Sammoud Club africain                    | 29 s 79       | Meriem Trabelsi Club de natation de Ben Arous | 30 s 22       |
| 100 m                | Nesrine Khelifati Olympica                    | 1 min 5 s 73  | Meriem Trabelsi Club de natation de Ben Arous | 1 min 8 s 91  | Feriel Bekri Espérance sportive de Tunis      | 1 min 9 s 73  |
| 200 m                | Nesrine Khelifati Olympica                    | 2 min 25 s 8  | Habiba Rezgui Club africain                   | 2 min 33 s 60 | Nour Hammami Olympica                         | 2 min 36 s 34 |
| 4 nages              |                                               |               |                                               |               |                                               |               |
| 200 m                | Nesrine Khelifati Olympica                    | 2 min 27 s 24 | Asma Sammoud Club africain                    | 2 min 31 s 16 | Nesrine Masmoudi Club africain                | 2 min 31 s 84 |
| 400 m                | Maroua Mathlouthi Espérance sportive de Tunis | 5 min 5 s 99  | Nesrine Masmoudi Club africain                | 5 min 23 s 49 | Khaoula Ben Abid Jeunesse sportive du Bardo   | 5 min 27 s 49 |
| Relais               |                                               |               |                                               |               |                                               |               |
| 4 x 100 m nage libre | Club africain                                 | 4 min 7 s 85  | Olympica                                      | 4 min 10 s 85 | Espérance sportive de Tunis                   | 4 min 12 s 49 |
| 4 x 200 m nage libre | Club africain                                 | 9 min 3 s 68  | Olympica                                      | 9 min 11 s 88 | Espérance sportive de Tunis                   | 9 min 18 s 62 |
| 4 x 100 m 4 nages    | Olympica                                      | 4 min 35 s 83 | Club africain                                 | 4 min 42 s 74 | Club de natation de Ben Arous                 | 4 min 47 s    |

## Classements

### Classement par équipes
- Club africain : 60 505 points (champion de Tunisie)
- Espérance sportive de Tunis : 38 676 points
- Olympica : 32 617 points
- Club de natation de Ben Arous : 25 633 points
- Club de natation de Monastir : 11 046 points
- Tunis Air Club : 7 370 points
- Jeunesse sportive du Bardo : 6 136 points
- Avenir sportif de La Marsa : 2 714 points
- Sport nautique de Bizerte : 1 665 points

### Répartition des médailles
| Rang | Club                          | Médaille d'or | Médaille d'argent | Médaille de bronze | Total |
| ---- | ----------------------------- | ------------- | ----------------- | ------------------ | ----- |
| 1    | Espérance sportive de Tunis   | 15            | 3                 | 7                  | 25    |
| 2    | Club africain                 | 12            | 22                | 7                  | 41    |
| 3    | Olympica                      | 8             | 7                 | 8                  | 23    |
| 4    | Club de natation de Monastir  | 2             | 2                 | 3                  | 7     |
| 5    | Club de natation de Ben Arous | 1             | 3                 | 9                  | 13    |
| 6    | Tunis Air Club                | 0             | 1                 | 0                  | 1     |
| 7    | Avenir sportif de La Marsa    | 0             | 0                 | 1                  | 1     |
| 7    | Jeunesse sportive du Bardo    | 0             | 0                 | 1                  | 1     |
| -    | TOTAL                         | 38            | 38                | 38                 | 114   |